# 200本のたばこ
『200本のたばこ』（にひゃっぽんのたばこ、原題：200 Cigarettes）は、1999年に制作された、1981 年の大晦日のニューヨーク市を舞台にした男女数人の恋愛模様をコミカル・タッチで描いたアメリカ映画。リサ・ブラモン・ガルシアの初監督作品。

## キャスト
| 役名                 | 俳優                         | 日本語吹替 |
| -------------------- | ---------------------------- | ---------- |
| シンディ             | ケイト・ハドソン             | 佐々木優子 |
| バーテンダー         | ベン・アフレック             | 松本大     |
| トム                 | ケイシー・アフレック         | 石田彰     |
| ディスコ・チャビー   | デイヴ・シャペル             |            |
| エリー               | ジャニーン・ガラファロ       | 佐藤しのぶ |
| ステフィー           | ギャビー・ホフマン           | 大坂史子   |
| ルーシー             | コートニー・ラヴ             | 高山みなみ |
| ジャック             | ジェイ・モーア               | 磯部弘     |
| デイヴ               | ギレルモ・ディアズ           | 並木伸一   |
| モニカ               | マーサ・プリンプトン         | 山像かおり |
| ヴァル               | クリスティーナ・リッチ       | 小林さやか |
| ケヴィン             | ポール・ラッド               | 松本保典   |
| エリック             | ブライアン・マッカーディー   | 家中宏     |
| ケイトリン           | アンジェラ・フェザーストーン | 深見梨加   |
| ブリジット           | ニコール・アリ・パーカー     | 深見梨加   |
| ヒラリー             | キャサリン・ケルナー         | 雨蘭咲木子 |
| シェリル             | ジェニファー・アルバノ       | 佐藤ゆうこ |
| エルヴィス・コステロ | エルヴィス・コステロ（本人） | 浜田賢二   |
| レストランオーナー   | キラン・マーチャント         | 清水敏孝   |

## あらすじ
1981年大晦日、新年を迎えようとするお祭り気分のニューヨーク…。
今宵から明日のニューイヤーに向けてのパートナーを見つけようと、それぞれのパーティへと急ぐ人々で街は賑わっていた。